# アークライト作戦
アークライト作戦（アークライトさくせん、英: Operation Arc Light）は、ベトナム戦争時の1965年に開始されたグアムに駐留するB-52 ストラトフォートレスを用いた爆撃作戦である。このことから発展してベトナム戦争中はアークライトを第一戦闘評価群の地上管制レーダーから支援のもとに地上作戦の支援を行う近接航空支援のプラットフォームとしてB-52を用いることのコードネーム、一般用語とすることもあった。
1964年、アメリカ空軍は戦略爆撃機のパイロットに通常爆弾での作戦任務の訓練を施し始めており、またビッグベリー計画の下にB-52Dが通常爆弾の搭載能力を増強され30トン近い爆弾を搭載可能になった(ビックベリー改修)。B-52はグアムおよびタイの航空基地に配備される。アークライト作戦は敵ベースキャンプ、集結地、補給線などに対して行われた。
これらの爆撃機が東南アジアで用いられたのは1965年6月18日のことである。グアムのアンダーセン空軍基地から飛来した27機がベトコンの拠点に対し1,000ポンドおよび750ポンド爆弾による攻撃を行った。このミッションにおいて2機のB-52Fが空中衝突で失われ、もう一機は空中給油に失敗している。ミッションは一般的にセルと呼ばれる3機編隊で飛行し、地上部隊の火力支援要請に従うなども行った。爆弾は高度30,000フィートから投下され、地上からはB-52を見ることも聞くこともできなかったので気づけば大打撃を受けているということもあった。B-52は1968年のケサンの戦いや1972年のアンロクの戦いおよびコントゥムの戦いでは篭城する敵をほぼ一掃するのに役立ち戦果をあげている。
アークライトでの任務は1973年にアメリカ軍が戦端をおさめる1973年8月15日まで継続された。1965年6月から1973年8月の間にB-52は合計で126,615ソーティもの飛行を東南アジアで行った。この作戦中にアメリカ空軍は31機のB-52を失い、うち18機は北ベトナムで撃墜されたものである。